# Oscar Magnusson
Erik Oscar Carl Magnusson, född 7 juni 1981 i Karlstads församling, Värmlands län, är en svensk musiker och gitarrist. Han är son till Sven-Erik Magnusson och sedan 2006 medlem i Sven-Ingvars.
Oscar uppträdde i juli 1996 tillsammans med sin far Sven-Erik Magnusson på Sandgrund i Karlstad, för en gratiskonsert under O-ringen femdagarsorientering i Karlstad. Där framförde de bland annat Marie, Marie.
Under Så mycket bättre 2017 tolkade han Så många mil, så många år.
2019 blev han utsedd till Årets värmlänning.

### Fotnoter
1. ↑  Sveriges befolkning
2000:
Magnusson, Erik Oscar Carl
(1981-06-07)
Försäkringskassan, uttag avseende 20001231 (2014)
2. ↑  ”Magi när Oscar Magnusson sjunger duett med pappa Sven-Erik i "Så mycket bättre"” (på svenska). Aftonbladet. 9 december 2017. https://www.aftonbladet.se/nojesbladet/a/wEPza5/magi-nar-oscar-magnusson-sjunger-duett-med-pappa-sven-erik-i-sa-mycke. Läst 10 augusti 2019.
3. ↑  Eriksson (20 november 2019). ”Oscar Magnusson är Årets värmlänning”. https://www.svt.se/nyheter/lokalt/varmland/oscar-magnusson-ar-arets-varmlanning. Läst 8 januari 2020.